# Beaulieu (Cantal)
Beaulieu település Franciaországban, Cantal megyében. Lakosainak száma 84 fő (2022. január 1.). Beaulieu Lanobre, Monestier-Port-Dieu, Labessette, Trémouille-Saint-Loup és Sarroux-Saint Julien községekkel határos.

## Népesség
A település népességének változása:
| Lakosok száma | 137  | 150  | 132  | 118  | 87   | 90   | 94   | 97   | 93   | 84   |
|               | 1968 | 1982 | 1990 | 2006 | 2013 | 2015 | 2017 | 2019 | 2020 | 2022 |